# Minuit (roman)
Pour les articles homonymes, voir Minuit.
Minuit (titre original : Midnight) est un roman d'Erin Hunter paru en 2005. Il s'agit du premier tome du deuxième cycle de la série La Guerre des clans, cycle intitulé La Dernière Prophétie.

## Résumé
Le prologue commence avec une réunion du Clan des Étoiles. Chaque représentant de chaque clan choisit un élu : Cœur de Chêne, l'ancien lieutenant du Clan de la Rivière, Étoile Noire, l'ancien chef du Clan de l'Ombre, Patte Folle, l'ancien lieutenant du Clan du Vent, et Étoile Bleue, l'ancienne chef du Clan du Tonnerre.
Griffe de Ronce voit Étoile Bleue dans un rêve qui lui dit qu'il est l'élu du Clan du Tonnerre, qu'il retrouvera trois autres chats à la pleine lune et qu'il devra écouter les paroles de Minuit. À l'assemblée, Griffe de Ronce voit sa sœur Pelage d'Or du Clan de l'Ombre, qui lui avoue qu'elle a vu en rêve Étoile Noire. À la pleine lune, Griffe de Ronce se rend aux Quatre Chênes mais en chemin, Nuage d'Écureuil, la fille d'Étoile de Feu, le suit et l'accompagne. Il revoit donc Pelage d'Or mais aussi Jolie Plume accompagné de Pelage d'Orage son frère du Clan de la Rivière (les enfants de Plume Grise, le lieutenant) et Nuage Noir, un apprenti du Clan du Vent. Malheureusement ils ne reçoivent aucun signe et chaque élu repart chez lui.
Quelque temps après, Griffe de Ronce reçoit un autre signe dans lequel il se noie dans de l'eau salée. Il convainc les autres élus de partir en quête de « l'endroit où le soleil sombre sur l'eau ». Nuage de Feuille, sœur de Nuage d'Écureuil et apprentie guérisseuse, reçoit une étrange prophétie : « Feu et Tigre associés à une catastrophe ». Étoile de Feu en déduit avec Museau Cendré que le Feu et le Tigre sont les enfants de ces derniers : Griffe de Ronce, le fils d'Étoile du Tigre et Nuage d'Écureuil la fille d'Étoile de Feu. Étoile de Feu essaye alors d'éloigner les deux chats mais ceux-ci s'en rendent compte et partent avec quelques herbes médicinales de Nuage de Feuille. Outre les quatre élus, le groupe comprend donc Nuage d’Écureuil et Pelage d'Orage qui ne veut pas abandonner sa sœur seule face au dangers.
Les élus commencent par s'arrêter à la ferme de Nuage de Jais, un solitaire ami d'Étoile de Feu, qui leur indique le chemin. Au cours du voyage, tous les élus finissent par ressentir le signe de l'eau salée. Ils passent par une ville de « bipèdes » en compagnie d'Isidore, un solitaire qui connaît bien le territoire. Mais une nuit ils se font attaquer par des rats qui blessent gravement Pelage d'Or à l'épaule droite, ce qui oblige le groupe à s'arrêter. Grâce au lien unique qui unit Nuage d'Écureuil à Nuage de Feuille, la guérisseuse lui fait comprendre qu'il faut utiliser le « glouteron » puis soigner les blessures de rat. Ils arrivent à « l'endroit où le soleil sombre sur l'eau » et Isidore les quitte. Ils trouvent aussi Minuit, qui est en fait un blaireau qui leur annonce une sombre prophétie : leur territoire va bientôt être détruit par les bipèdes.
Le tome se termine lorsque Étoile de Feu voit un engin de chantier commencer à s'attaquer à la forêt qui les abrite et comprend enfin ce qu'était la menace. 

## Effectifs des Clans

### Clan du Tonnerre
- Chef : Étoile de Feu - mâle au beau pelage roux
- Lieutenant : Plume Grise - chat gris plutôt massif à poil long
- Guérisseuse : Museau Cendré - chatte gris foncé
  - Apprentie : Nuage de Feuille
- Guerriers (mâles et femelles sans petits)
- Poil de Souris : petite chatte brun foncé
  - Apprenti : Nuage d'Araignée
- Pelage de Poussière : mâle au pelage moucheté brun foncé
  - Apprentie : Nuage d'Écureuil
- Tempête de Sable : chatte roux pâle
  - Apprentie : Nuage de Châtaigne
- Poil de Fougère : mâle brun doré
  - Apprentie : Nuage Ailé
- Cœur d'Épines : matou tacheté au poil brun doré
  - Apprenti : Nuage de Musaraigne
- Flocon de Neige : chat blanc à poil long, fils de Princesse, neveu de Cœur de Feu
- Cœur Blanc : chatte blanche au pelage constellé de taches rousses
- Pelage de Granit : chat aux yeux bleu foncé et à la fourrure gris pâle constellé de taches plus foncé
- Griffe de Ronce : chat au pelage sombre et tacheté aux yeux ambrés
- Perle de Pluie : chat gris foncé aux yeux bleus
- Pelage de Suie : chat gris clair aux yeux ambrés
  - Apprentis (âgés au moins de six lunes, initiés pour être guerriers)
- Nuage de Châtaigne : chatte blanc et écaille aux yeux ambrés
- Nuage d'Écureuil : chatte roux foncé aux yeux verts, fille d’Étoile de feu
- Nuage de Feuille : chatte brun pâle tigrée aux yeux ambrés et aux pattes blanches
- Nuage d'Araignée : chat noir haut sur pattes au ventre brun et aux yeux ambrés
- Nuage de Musaraigne : petit chat brun foncé aux yeux ambrés
- Nuage Ailé : chatte blanche aux yeux verts
- Reines (femelles pleines ou en train d'allaiter)
- Fleur de Bruyère : chat aux yeux vert pâle et à la fourrure gris pâle constellé de taches plus foncé
- Anciens (guerriers et reines âgés)
- Longue Plume : chat crème rayé de brun
- Pelage de Givre : chatte à la belle robe blanche et aux yeux bleus
- Plume Cendrée : femelle écaille, très jolie autrefois
- Perce-Neige : chatte crème mouchetée
- Bouton-d'Or : femelle roux pâle

### Clan de l'Ombre
- Chef : Étoile de jais - grand matou blanc aux longues pattes noires de jais, ancien chat errant
- Lieutenant : Feuille Rousse - femelle roux sombre, ancienne chatte errante
- Guérisseur : Petit Orage - chat tigré très menu
- Guerriers :
- Bois de Chêne : matou brun de petite taille 
  - Apprenti : Nuage de Fumée
- Pelage d'Or : chatte écaille aux yeux verts
- Cœur de Cèdre : mâle gris foncé
- Pelage Fauve : chat roux
  - Apprenti : Nuage Piquant
- Fleur de Pavot : chatte tachetée brun clair haute sur pattes`
- Ancien :
- Rhume des Foins - chat gris et blanc de petite taille
- Flèche Grise : ancien chat errant

### Clan du Vent
- Chef : Étoile Filante - mâle noir et blanc à la queue très longue
- Lieutenant : Griffe de Pierre - mâle brun foncé au pelage pommelé
  - Apprenti : Nuage Noir
- Guérisseur : Écorce de Chêne - chat brun à la queue très courte
- Guerriers :
- Plume Noire : matou gris foncé au poil moucheté
- Oreille Balafrée : chat moucheté
- Moustache : jeune chat brun tacheté
- Reines :
- Patte Cendrée : chatte grise
- Aile Rousse : petite chatte blanche
- Anciens :
- Belle-de-Jour : femelle écaille

### Clan de la Rivière
- Chef : Étoile du Léopard - chatte au poil doré tacheté de noir
- Lieutenant : Patte de Brume - chatte gris-bleu foncé aux yeux bleus
- Guérisseur : Patte de Pierre - chat brun clair à poil long
  - Apprentie : Papillon - jolie chatte au pelage doré et aux yeux ambrés
- Guerriers :
- Griffe Noire : mâle au pelage charbonneux
- Gros Ventre : mâle moucheté très trapu
- Pelage d'Orage : chat gris sombre aux yeux ambrés
- Jolie Plume : chatte gris perle aux yeux bleus
- Plume de Faucon : chat massif au pelage brun tacheté
- Reines :
- Pelage de Mousse : reine écaille-de-tortue
- Fleur de l'Aube : chatte gris perle
- Anciens :
- Ventre Affamé : chat brun foncé
- Pelage d'Ombre : chatte d'un gris très sombre

### Divers
- Isidore : vieux matou tigré qui vit dans les bois près de la mer
- Gerboise : matou noir et blanc qui vit près d'une ferme, de l'autre côté de la forêt
- Nuage de Jais : petit chat noir au poil lustré avec une tache blanche sur la poitrine et une sur le bout de la queue, ancien apprenti du Clan du Tonnerre

## Version française
Le roman est traduit en langue française par Aude Carlier et publié en 2008. La version poche est sortie en 2011.